# Perla (cantante)
Ermelinda Pedroso Rodríguez D’Almeida, conocida por su nombre artístico de Perla (Caacupé, 17 de marzo de 1952) es una cantautora paraguaya de baladas románticas.

## Biografía
De una familia de seis hermanos con ascendencia guaraní, española, y alemana, Perla ―que era la que tenía la piel más oscura en la familia― sufrió el prejuicio racista en los primeros años de su vida. De niña sufría de asma, y su padre la llevó a la Virgencita de Caacupé para pedir por su salud. Desde entonces es devota de esa advocación de la Virgen. A menudo canta serenatas en la explanada de la Iglesia de Caacupé los días 8 de diciembre (Día de la Virgen).
En 1971, cuando apenas tenía 18 años, se mudó a Brasil en búsqueda de oportunidades.
Se consagró en la década de los 70's con los éxitos «Fernando» y «Pequenina», versión en portugués de la canción del grupo sueco ABBA de esa misma década. A lo largo de su carrera, Perla vendió más de diez millones de discos y ganó diez discos de oro y tres de platino, entre otros premios.
En una ocasión, el empresario argentino Marcos Lázaro ―que llevó a la cantante Elis Regina a Argentina―, humilló a Perla y a otros artistas paraguayos: «Ustedes vienen a Brasil a cantar por un plato de comida. Por lo menos mis compatriotas han llegado cantar sinceramente, no a robar». Elis Regina preguntó: «¿Esta gringa quién era?».
En otra ocasión, el cantante Roberto Carlos, al contrario, la apoyó: «Tú has venido para quedarte».
Su mayor éxito internacional lo obtuvo con la canción «Comienza a amanecer» (1982, Confidencias), acerca de la infidelidad.
Actualmente, Perla realiza conciertos en gira por las ciudades de Brasil. En 2006 recibió un gran homenaje a su carrera en Asunción (Paraguay).

## Vida personal
Perla se casó a los 17 años con un brasileño de quien se divorció un año después. En 1971 se casó con un empresario brasileño, con quien tiene una hija adoptiva ya adulta llamada Perlinha. En 1997 nació su nieta.